# Náray György
Náray György (Felsőpálfa, 1645. április 23. – Nagyszombat, 1699. december 5.) esztergomi kanonok, énekszerző.

## Élete
Náray István és Kórodi Anna ágostai evangélikus szülők fia. Már kora ifjúságában római katolikus nevelést nyert egyik rokonától. Iskoláit Győrben és Nagyszombatban végezte. Győrött élete nagy veszedelemben forgott, beleesett a Dunába s csak úgy tudott kimenekülni, hogy két deszkát sikerült megragadnia. A nagyszombati jezsuita kollégium rektorának ajánlása folytán 1666-ban bejutott a római Collegium Germanico-Hungaricumba. Két és fél év múlva azonban betegeskedése miatt kénytelen volt visszatérni hazájába. 1668-ban misés-pappá szenteltetett és az egri püspök maga mellé vette káplánjának. 1674-ben plébános lett Csütörtökön, 1677-ben alesperes, 1680-ban pedig püspöki plébános. Bírta emellett a Szent Andrásról nevezett javadalmat is Pozsonyban. 1684. június 9-én pozsonyi kanonokká neveztetett ki. 1685-ben és 1689-ben a Szent Imréről nevezett papnevelő-intézet kormányzója, 1686-ban a káptalan dékánja volt. 1690. március 4-én az esztergomi káptalanban nyert stallumot. Itt előbb tornai, 1691. április 21-én zólyomi esperessé lépett elő. 1692-ben egyházlátogatást tett főesperessége területén. Nemcsak apostoli buzgalmú szónok, hanem költő is volt.

## Művei
- NoVVs AnnVs BIsseXtILIs CVM pLVrIbVs speratIs aeternVs qVoqVe feLIX, appreCatVs, ParoChIs ZoLiensibus Cae terisqVe PraesbIterIs (= 1692.), medio Epistolarum & monitiuncularum subsequentium. Tyrnaviae.
- A Szentháromság olvasójáról. Imádság szükségéről és módgyárul. Tyrnaviae, 1693.
- Lyra Coelestis svavi concordia Divinas Laudes personans. Hominumqve animos A Terrenis Ad Coelestia avocans. Elaborata, et juxta Musicales Notas In Harmoniam adoptata. Nuncque primo Typis edita: Opera & studio… Tyrnaviae, 1695. (A szöveg legnagyobb részét magyar énekek teszik hangjegyekkel.)

Latin levele, magyar utóirattal, kelt Esztergomban 1695. jún. 22. Bizonyos tartozások tárgyában magát mentegeti és a káptalant kéri, hogy vele méltányosan és kegyesen bánjanak. (Tört. Tár 1881. 265. lap.)
Kéziratban maradt: Adnotationes variae. Romae, 4-rét és Conciones festivales et dominicales. Püspökini, 12-rét. (Mindkettőt az esztergomi főegyházmegyei könyvtár őrzi.)